# Turinsvepningen

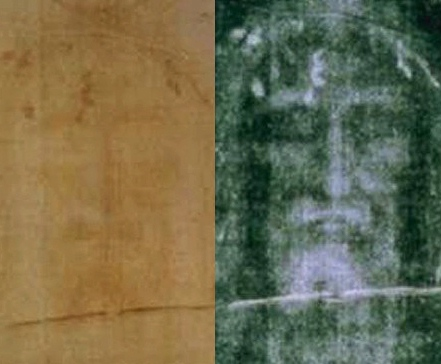
Nyare foto av Turinsvepningen. Positiv till vänster, negativ till höger (kontrasten har förstärkts).

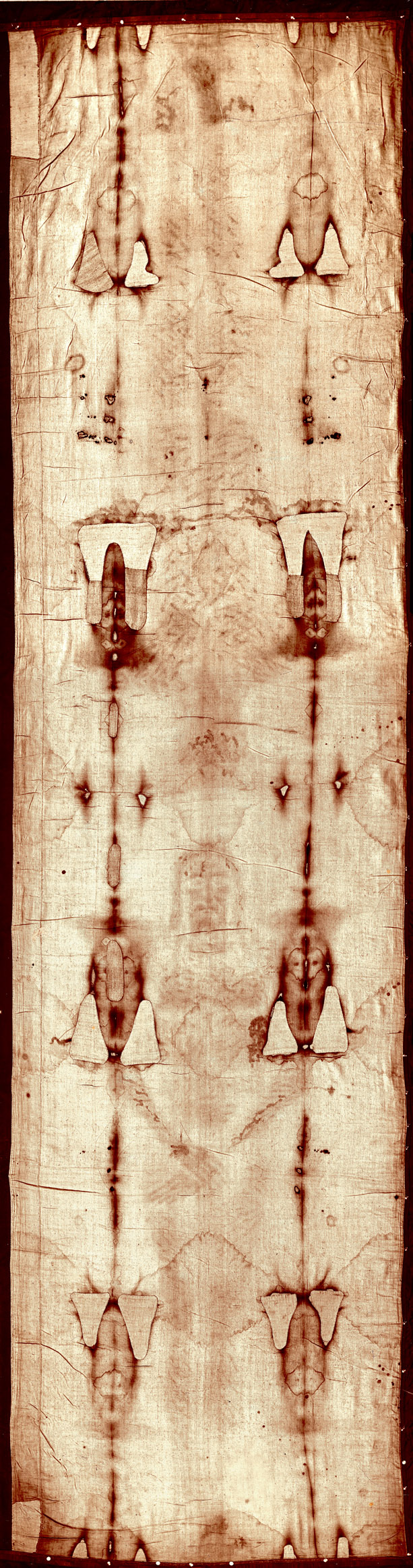
Turinsvepningen.

Turinsvepningen eller Svepeduken i Turin är en relik, en linneduk om 4,5 x 1,2 m, som sedan 1357 påstås vara Jesu liksvepning. Bilden på duken visar både framsidan och baksidan av en man som bär spår av många skador. Tyget förvaras sedan medeltiden i katedralen Duomo di San Giovanni Battista i Turin. Svepeduken har sedan 1898 varit brett omdiskuterad och debatterad som den duk Jesu kropp sveptes i före gravläggningen.

## Kontroverser
Anspråket svepeduken hade var i slutet av 1800-talet inte ensam av sitt slag; genom historien, och särskilt under medeltiden, hade många gjort anspråk på olika reliker från Jesu tid, så som delar av korset och Veronikas svetteduk. Men i samband med Italiens kung Viktor Emanuels och Elena av Montenegros bröllop samt staten Italiens 50-årsjubileum, togs svepeduken, som då förvarades i Turin, fram offentligt och fotades. När fotots negativ senare togs fram, framträdde ett mycket tydligare avtryck från en fysiskt misshandlad man med ett tydligt ansikte. Fotografen Secondo Pias upptäckt gjorde att debatten om dukens äkthet, som pågår fortfarande (2018), tog fart på allvar.
När forskare 1988 använde kol-14-metoden på svepeduken, daterade de den till år 1260–1390. 2005 publicerades dock en vetenskaplig studie som visar att svepduken förvarats tillsammans med ett annat yngre tyg vars rester man skulle ha daterat 1988. Mätningar visade på en extremt låg halt av vanillin i tyget, vilket enligt artikelförfattaren skulle indikera att svepningen är 1300–3000 år gammal; detta beroende på om tyget förvarats vid en temperatur på 20, 23 eller 25°C. Om förvaringstemperaturen varit 27,5°C indikerar undersökningen att duken skulle vara 840 år gammal. Artikelförfattaren menar att den ursprungliga kol-14-dateringen måste avfärdas på grund av att den gjorts på en del av svepningen som lagats.
Enligt ett utkast till ett brev från Pierre D'Arci, biskop i Troyes, till påven Clemens VII år 1389 är svepduken ett falsarium, då nytillverkat. Detta brev, som finns bevarat i Bibliothèque Nationale i Paris, är den äldsta källa som över huvud taget nämner Turinsvepningen från tiden efter kol-14-dateringen. Påve Clemens VII deklarerade 1389 att den var en målad "representation", för att i en bulla 1390 slå fast att svepduken får visas som autentisk och att biskop d'Arci har förbjudits (med hot om exkommunikation) att sprida sin uppfattning. Det finns flera brev från åren 1389–1390 samt historiska händelser som indikerar att biskop d'Arci önskade tillägna sig svepduken för egen räkning för att därigenom kunna få in pengar till bygget av katedralen i sin biskopsstad Troyes.
Ett tyg med liknande mått och en liknande avbildning fanns i Konstantinopel fram till dess att staden plundrades av franska korsfarare under det fjärde korståget år 1204. Den första person som därefter haft det i sin besittning, enligt de källor man känner till, är den franske riddaren Geoffroi de Charny som visade det offentligt 1353.
En analys av "blodfläckarna" gjord av Walter C. McCrone vittnade om att de består av rödockra blandad med färg. Blodfläckarna är för övrigt klarröda än idag, åtminstone i dagsljus, vilket av dukens anhängare ses som ett mirakulöst bevis för att det verkligen är Jesu svepning. Skeptikerna menar att det bevisar att det inte kan vara äkta blod, eftersom torkat blod blir brunt snarare än klarrött.
En numera tillbakadragen studie gjord 2017 och publicerad i den vetenskapliga tidskriften Plos One  och refererad i en artikel i tidningen Independent påstods visa att fläckarna kommer av blod, samt att den kemiska strukturen vittnar om att blodet kommer från någon som utsatts för trauma. Studien drogs tillbaka av tiddskriften Plos One då metoden och slutsatserna i artikeln starkt ifrågasatts efter fortsatt granskning. 
Svepeduken består av ett enda tygstycke, vilket tycks motsäga Johannesevangeliets beskrivning av Jesu svepning:
Han lutade sig in och såg linnebindlarna ligga där men gick inte in. Simon Petrus kom strax efter, och han gick in i graven. Han såg bindlarna ligga där, liksom duken som hade täckt huvudet, men den låg inte tillsammans med bindlarna utan hoprullad på ett ställe för sig. (Johannesevangeliet 20:5–7, Bibel 2000)
Å andra sidan kan utöver Turinsvepningen även linnebindlar ha förekommit som bundit fast svepningen vid kroppen. Det finns också flera saker som antyder att det finns en stark koppling mellan svepduken i Turin och Sudariet i Oviedo som tros vara duken som täckt huvudet. Sudariet i Oviedo är med säkerhet äldre än från 700-talet.
Den schweiziske botanikern och kriminologen Max Frei har funnit pollenkorn på duken från växter som mest växer i Mellanöstern. Flera av dessa skall ha dött ut redan på 500-talet e.Kr. Frei menar att enbart pollenanalysen räcker för att datera duken till Jesu tid och visa att den har vistats i Levanten.
Enligt dem som stödjer Turindukens autenticitet är forskarnas största problem att förklara hur själva bilden har uppkommit[källa behövs]. Det finns inga penseldrag eller andra spår som man kunde väntat sig om bilden varit målad på vanligt sätt. Därtill bär bilden 3D-information som gör att man med datorteknik kan använda den för att framställa en statyliknande bild. Joe Nickell har dock visat att man genom att sträcka ett fuktat tyg över en staty eller planrelief föreställande en korsfäst man och därefter gnugga tyget med färgämne får en "negativ" bild som saknar penselspår och som även i övrigt har Turinsvepningens egenskaper. Denna teknik var tillgänglig för en relikmakare på 1300-talet. Arkeologen Martin Rundkvist har föreslagit att dukar av detta slag ingick i den medeltida relikindustrins repertoar.
Picknett & Prince  har funnit en annan metod, som bygger på camera obscura, med vilken de har lyckats skapa en bild av en byst på en duk, en bild som starkt påminner om svepningens negativa bild med synbara 3D-effekter.
Även bland dem som inte tror att Jesus har uppstått finns det de som är övertygade om att svepduken är autentisk men inte är ett bevis för uppståndelsen. En av dem är Thomas de Wesselow.